# Grignon (Côte-d’Or)
Grignon – miejscowość i gmina we Francji, w regionie Burgundia-Franche-Comté, w departamencie Côte-d’Or.
Według danych na rok 1990 gminę zamieszkiwały 244 osoby, a gęstość zaludnienia wynosiła 21 osób/km² (wśród 2044 gmin Burgundii Grignon plasuje się na 668. miejscu pod względem liczby ludności, natomiast pod względem powierzchni na miejscu 825.).